# Elie Keli
Elie Kheli est un chirurgien et conférencier Ivoirien. Il est actuellement chef du Service de Chirurgie Générale, Digestive et Endocrinienne au Centre Hospitalier Universitaire de Treichville à Abidjan et a réalisé la première greffe Hépatique de Côte d'Ivoire. 

## Biographie

### Éducation
Le Professeur Keli Elie est né en 1958 en Côte d'Ivoire.  
Il a suivi sa scolarité primaire à Bouaké, Abidjan et Korhogo. Ses études  secondaires se sont déroulées  au lycée Félix Houphouët-Boigny de Korhogo. Il   a effectué ses études supérieures et obtenu  son diplôme de médecin à  l'université de médecine  de Cocody (Abidjan).  C'est alors qu'il a effectué sa formation de chirurgien général à l’hôpital universitaire de Treichville (Abidjan).
De 1990 à 1992, le professeur Keli Elie s'est perfectionné dans la chirurgie  du pancréas et du foie  à l’hôpital Laennec et à l’hôpital Saint-Antoine à Paris, en France. C'est à ce moment qu'il s’est intéressé aux techniques de greffe du foie. Entre 2006 et 2016, il a suivi une formation à l’Institut de transplantation Thomas E. Starzl de l’Université de Pittsburgh (États-Unis).

### Carrière professionnelle
Le professeur Kheli a notamment été professeur adjoint en 1998, puis professeur associé en 2004 à l’hôpital universitaire de Treichville, à Abidjan. 
En parallèle, depuis 2002, le Professeur Keli Elie travaille comme chirurgien au Centre Hospitalier Universitaire (CHU)  de Treichville, à Abidjan, où il est actuellement chef du Service de Chirurgie Générale, Digestive et Endocrinienne. 
Il est également professeur titulaire de chirurgie à la Faculté de Médecine de l'Université Félix Houphouët-Boigny, où il enseigne la chirurgie générale et la chirurgie endocrinienne.
En 1980, il est recruté par l'armée ou il occupera  le poste  de chef du département de chirurgie générale à l’Hôpital militaire d’Abidjan. Il a terminé en 2015  ses fonctions militaires avec le grade de colonel.
Le Professeur Keli Elie est reconnu  pour son expertise dans plusieurs domaines de la chirurgie, particulièrement la chirurgie digestive, la chirurgie endocrinienne, la chirurgie thoracique et la chirurgie vasculaire. 
En plus de sa pratique clinique, le Professeur Keli Elie est par ailleurs impliqué dans la recherche médicale. Il a publié plusieurs articles dans des revues médicales internationales sur des sujets tels que le traitement des cancers digestifs, la prise en charge des maladies de la thyroïde et la chirurgie laparoscopique.
La première greffe de foie en Côte d’Ivoire
Le Professeur Keli Elie a réalisé, avec succès, la  première greffe de foie en Côte d'Ivoire  le 27 décembre 2021 à l'Institut de cardiologie d'Abidjan du Centre hospitalier régional de Treichville, grâce au partenariat ivoiro-égyptien dans le domaine de la santé. 
L’équipe ivoirienne  a été formée, entre 2006 et 2019 à Pittsburgh (États-Unis), à Paris (France) et au Caire (Égypte) avec l’appui financier de l’Organisation Mondiale de la Santé. Elle a bénéficié de l’appui d’une équipe de neuf professionnels  égyptiens venus du Caire (trois professeurs, trois chirurgiens et trois infirmières).
La République de Côte d'Ivoire est le premier pays d'Afrique subsaharienne à réaliser une transplantation hépatique avec succès.
Elle est devenue  le troisième  pays africain à réaliser la transplantation hépatique après l’Égypte et l’Afrique du Sud.
Dans le cadre de sa collaboration avec l'Egypte, le Professeur Elie Keli a réalisé avec son équipe le 29 septembre 2024 une nouvelle greffe sur un enfant de 7 ans. Cette opération a été cofinancée par l'Égypte et la Côte d'Ivoire. La coopération entre l'Égypte et la Côte d'Ivoire va permettre la formation de jeunes chirurgiens  Ivoiriens.

## Conférences et professorat
Le Professeur Keli Elie est  engagé dans la formation des futurs chirurgiens en Côte d'Ivoire. Il est membre du corps professoral de l'Université Félix Houphouët-Boigny d'Abidjan  dont il est, depuis 2018,  le directeur du programme de formation des chirurgiens. Il  supervise la formation des internes en chirurgie. Ceux -ci  sont originaires de différents  pays  (Côte d'Ivoire, Burkina Faso, Mali, Niger, Ghana, Bénin, Cameroun, Congo-Brazzaville et République Démocratique du Congo.  Il  organise  et anime, aussi,  des  ateliers de formation pour les chirurgiens en exercice.
Le Professeur Keli est  actif au sein  de plusieurs organisations médicales nationales et internationales, telles que la Société Ivoirienne de Chirurgie (SIC), l'Association des Chirurgiens d'Afrique de l'Ouest et Centrale(ACFAOC), la Société Internationale de Chirurgie Endocrinienne (ISES) et l'Association Ivoirienne de Chirurgie (AIC).
Il a publié de nombreux articles dans des revues médicales nationales et internationales et a présenté ses recherches lors de conférences médicales en Côte d'Ivoire et à l'étranger.
Actuellement, le professeur Elie Keli œuvre à la création d’un institut des maladies du foie   en Afrique noire.